# Per Elofsson
Per Eilert Elofsson, född 2 april 1977 i Tegs församling i Umeå, är en svensk före detta längdåkare.  Han är uppvuxen i Röbäck i Umeå kommun. Hans främsta meriter är tre individuella VM-guld, ett OS-brons och två totalsegrar i världscupen. Efter den aktiva karriären har han bland annat arbetat som expertkommentator.

## Biografi
Som barn provade han på ett flertal sporter innan han fastnade för längdåkning. Vid 15 års ålder bestämde han sig för att bli skidåkare. Elofsson började på skidgymnasiet i Lycksele, där han fick Ove Westerberg som tränare. Vid 18 års ålder hamnade han i IFK Umeås klubbdräkt. Som junior tog Per Elofsson ett flertal JSM-guld och två JVM-guld.
Per Elofsson slog sig in i världseliten då han den 28 november 1998 vann ett 10-kilometerslopp vid världscupdeltävlingar i Muonio i Finland. Han ledde även Sverige till seger i stafetten dagen därpå.
Säsongen 2000/2001 firade han stora triumfer. Han vann världscupen, inklusive bland annat femmilen i Holmenkollen i Norge. Vid VM 2001 i Lahtis i Finland vann han 15 kilometer samt 10 + 10 kilometer jaktstart. Vid detta VM ingick han även i det svenska silverlaget i stafett. På hösten 2001 tilldelades han Svenska Dagbladets guldmedalj.
Säsongen 2001/2002 vann han världscupen igen. Per Elofsson tilldelades retroaktivt bronsmedaljen i herrarnas jaktstart i Olympiska vinterspelen 2002 i Salt Lake City i delstaten Utah i USA efter att segraren Johann Mühlegg diskvalificerats på grund av dopning och fråntagits sina medaljer. Elofsson var favorit till segern i den första grenen, 30 km masstart, men knäcktes av den dopade Mühleggs tempo och tvingades bryta loppet.
Vid VM 2003 i Val di Fiemme i Italien vann Elofsson återigen tävlingen över 10 + 10 kilometer, som från denna säsong ändrat karaktär från jaktstart till skiathlon. Vid detta VM ingick han även i det svenska bronslaget i stafett.
Den 26 oktober 2005 meddelade Elofsson vid en presskonferens på Arlanda att han skulle avsluta sin skidkarriär. Han hade istället beslutat att ta upp en ny karriär som hårdrocksgitarrist. Hans första framträdande var som gästgitarrist på Nocturnal Rites album Grand Illusion, som släpptes 2005 och mottogs med goda recensioner.
Per Elofsson fortsatte sin karriär genom att 2006–2007 genomgå Vattenfalls Internationella traineeprogram. 2006 anställdes han av Swedbank som affärsutvecklare för att bygga en helt ny tjänst riktad mot idrottsutövare. Elofsson deltog även i TV-programmet Mästarnas mästare, som visades i Sveriges Television 2009, där han kom på första plats. Han var fram till mars 2013 expertkommentator på SVT och sedan vintern 2013/2014 expertkommentator på Viasat, och senare Eurosport.

## Meriter
- Världscupen: 11 segrar (4st 10 km f, 3st 15 km f, 2 st jaktstart, 1st 50 km k och 1st 30 km f masstart)
- Världscupen: 2 totalsegrar, 2001 (763p) och 2002 (780p)
- JVM: 2 guld, 1 silver, 1 brons (stafett)
- VM: 3 guld (15 km k 2001, jaktstart 2001, jaktstart 2003),1 silver (stafett 2001),1 brons (stafett 2003)
- OS: 1 brons (jaktstart 2002)
- SM: 7 guld, 1 silver, 5 brons

## Citat
| ”                                      | Det är bara att bryta ihop och komma igen. | „ |
| – Per Elofsson efter VM i Ramsau 1999, |                                            |   |